# Route 239 (Québec)
Pour les articles homonymes, voir Route 239.
La route 239 (R-239) est une route régionale québécoise d'orientation nord / sud située sur la rive sud du fleuve Saint-Laurent. Elle dessert les régions administratives du Centre-du-Québec et de la Montérégie.

## Tracé
L'extrémité sud de la route 239 est située à Saint-Germain-de-Grantham sur la route 122, à l'ouest de Drummondville. Elle se termine au nord-ouest à Sainte-Victoire-de-Sorel, sur la rive est de la rivière Richelieu, au sud de Sorel-Tracy.
Sur ses onze premiers kilomètres, elle possède une orientation est / ouest et est parallèle à l'A-20. Par la suite, elle bifurque vers le nord-ouest.

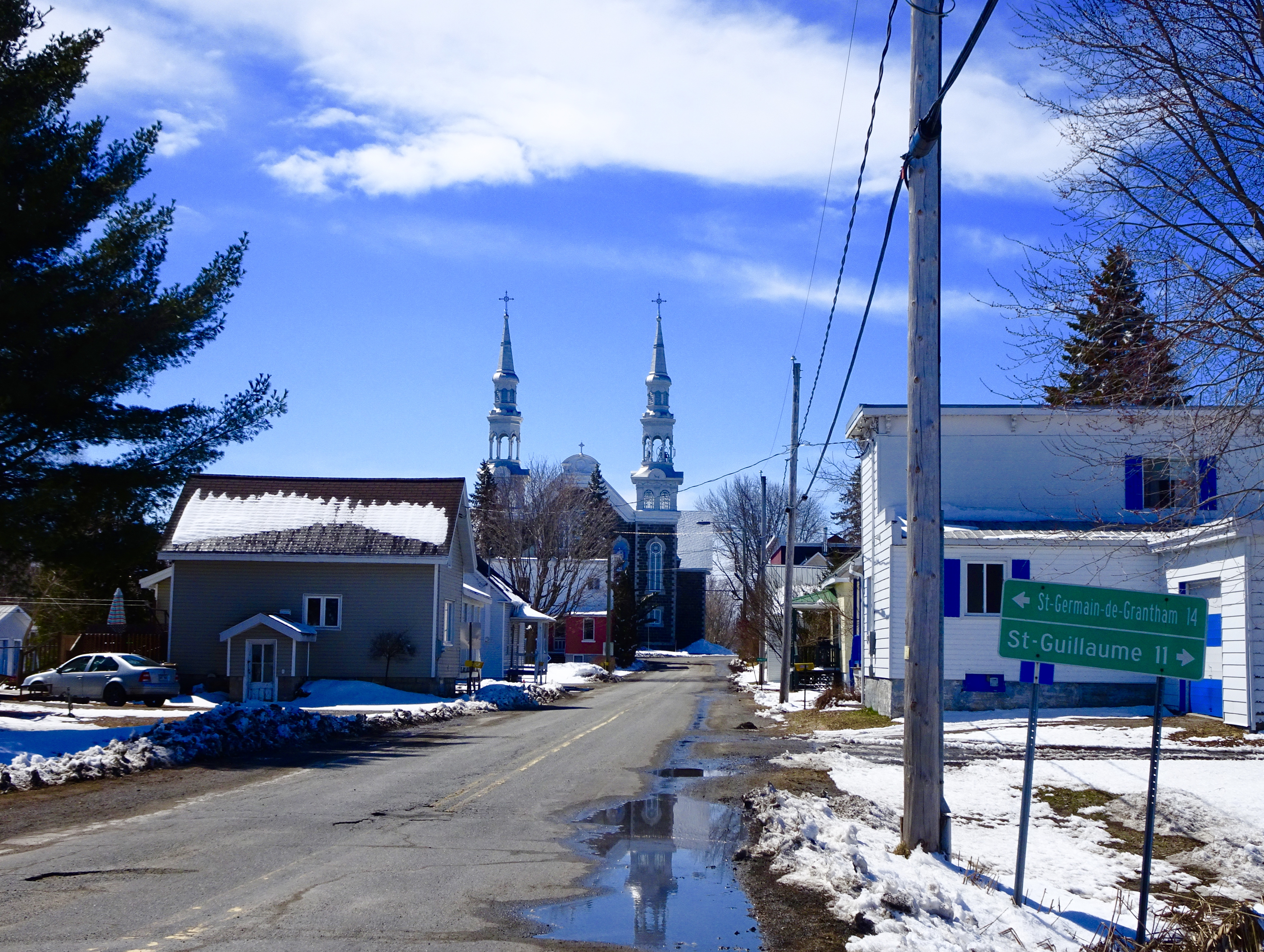
Approche de l'intersection de la route des Loisirs avec le rang de l'Église (route 239) à Saint-Eugène.

## Localités traversées (du sud au nord)
Liste des municipalités dont le territoire est traversé par la route 239, regroupées par municipalité régionale de comté.

### Centre-du-Québec
Drummond
- Saint-Germain-de-Grantham
- Saint-Eugène
- Saint-Guillaume

### Montérégie
Les Maskoutains
- Saint-Marcel-de-Richelieu

Pierre-De Saurel
- Saint-Aimé
- Saint-Robert
- Sainte-Victoire-de-Sorel

## Intersections majeures
| MRC                     | Municipalité              | km    | Destinations                                   | Notes                                                                                         |
| ----------------------- | ------------------------- | ----- | ---------------------------------------------- | --------------------------------------------------------------------------------------------- |
| Drummond                | Saint-Germain-de-Grantham | 0,00  | R-122 – Sorel-Tracy, Drummondville             |                                                                                               |
| Drummond                | Saint-Eugène              | 11,70 | A-20 – Montréal, Québec                        | Sortie 160 de l'A-20                                                                          |
| Drummond                | Saint-Guillaume           | 25,50 | R-224 est – Saint-Guillaume, Saint-Bonaventure | Terminus sud du multiplex avec la R-224; Saint-Bonaventure indiqué en direction sud seulement |
| Les Maskoutains         | Saint-Marcel-de-Richelieu | 33,40 | R-224 ouest – Saint-Hyacinthe, Saint-Hugues    | Terminus nord du multiplex avec la R-224                                                      |
| Pierre-De Saurel        | Saint-Aimé                | 43,50 | R-235 sud – Saint-Louis, Saint-Hyacinthe       | Terminus sud du multiplex avec la R-235                                                       |
| Pierre-De Saurel        | Saint-Aimé                | 46,70 | R-235 nord – Massueville                       | Terminus nord du multiplex avec la R-235                                                      |
| Pierre-De Saurel        | Sainte-Victoire-de-Sorel  | 63,10 | R-133 – Saint-Ours, Sorel-Tracy                |                                                                                               |
| - Terminus de multiplex |                           |       |                                                |                                                                                               |